# Catur Tunggal (Mesuji Makmur)
Catur Tunggal is een bestuurslaag in het regentschap Ogan Komering Ilir van de provincie Zuid-Sumatra, Indonesië. Catur Tunggal telt 2748 inwoners (volkstelling 2010).